# 赤坂宿 (東海道)

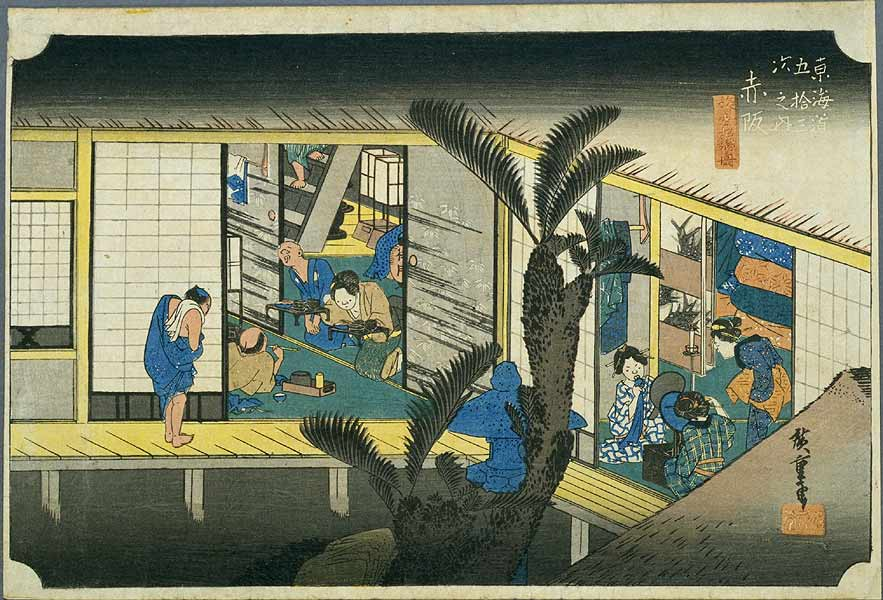
「赤阪 旅舍招婦圖」
歌川廣重的浮世繪作品《東海道五十三次》其中的一幅，描繪飯盛女在旅籠服務旅客的場景。

赤坂宿（日语：赤坂宿）是日本江戶時代驛道東海道沿線的宿場之一，是東海道五十三次中的第36個宿場，其位置相當於今日的愛知縣豐川市赤坂町。

## 簡介

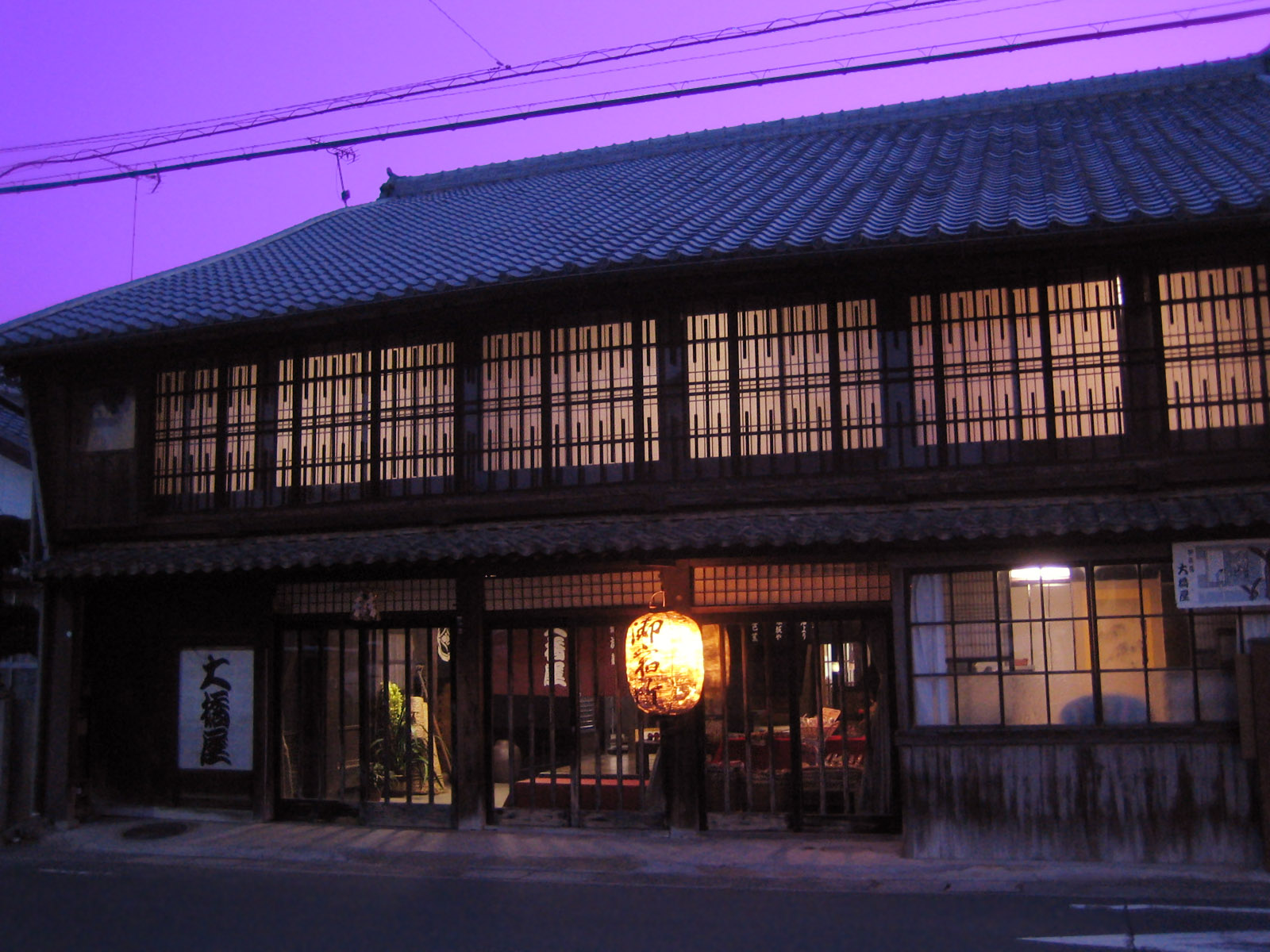
赤坂宿上的大橋屋是東海道上唯一一個持續營業到21世紀之後的旅籠。在2015年結束營業之後由業主贈與豐川市，在整修後作為古蹟開放一般民眾參觀。

在江戶時代赤坂宿與鄰近的御油宿和吉田宿同樣，因鄰近富饒的三河國因此商業繁榮，在全盛時期的1733年（享保18年）時宿內的旅籠甚至多達83間，並有許多飯盛女（私娼）活動。在這些旅籠中，創業於1649年（慶安2年）、原屋號「伊右門 鯉屋」（伊右ェ門鯉屋）的大橋屋，從創業之後一直持續營業超過360年，直到2015年3月15日結束，是東海道沿線所有宿場的旅籠中，唯一仍在進入21世紀之後保持營業的。間口（面寬）9間、奧行（深度）23間的大橋屋縱使在17世紀當時也是規模較大的旅籠之一，現存的兩層樓建築是在1715年（正德6年）時所建，在歌川廣重描繪東海道沿途旅情的浮世繪作品《東海道五十三次》之中，代表赤坂宿的「赤阪 旅舍招婦圖」（旅舎招婦ノ図）即是以大橋屋的中庭作為藍本所創作。大橋屋在結束營業後由第19代的傳人青木夫婦贈與豐川市，規劃在進行耐震補強之後開放給一般民眾參觀。

## 赤坂陣屋
由於位在三河國的天領（幕府的直轄領地）之內，1682年（天和2年）時在此處設置了陣屋以作為代官所（相當於地方首長的辦公所）使用。
在幕末、明治時代前期的1868年（慶應4年）時頒佈了政體書，訂定了中央政府與諸侯（大名）並存的地方行政制度「府藩縣三治體」。並將古代三河國核心所在的吉田（今日的豐橋市）地區由天領、旗本領等各方勢力分割盤據的情況整頓，而在吉田城下的悟真寺設置三河裁判所，並旋即改制為三河縣，以赤坂陣屋為三河縣的縣廳所在地。但因之後三河縣部分範圍被編入新成立的駿府藩與重原藩，導致縣面積大幅縮減，最後殘餘的地區被整併至隔鄰的伊那縣，短短只存在一年出頭的三河縣廢縣。
而作為行政中樞的赤坂陣屋，曾在1689年（元祿2年）遷移至今日赤坂保育園所在的神木屋敷，在經過約兩世紀的使用之後，因幕末時三河縣的規模削減，而於1869年改制為三河縣役所並遷回赤坂屋敷最早設立的位置。跟隨三河縣廢縣與廢藩置縣的實施之後，赤坂陣屋也在1872年（明治5年）時拆除。僅留有當時陣屋的主門（藥醫門）在1929年（昭和4年）時移築至鄰近的法雲寺。